# 준지 (게임)
준지(チュンジー, 象棋)는 일본 오키나와현의 전통적인 게임이다.  중국에서 전래한 샹치가 바탕으로 되어 있으며, 기물의 명칭을 제외하면 규칙은 대체로 같다. 류큐 상기(琉球象棋), 오키나와 상기(沖縄象棋), 오키나와 장기(沖縄将棋)라고도 부른다.

## 역사
1453년 이전에 류큐에 전래했다고 하며, 슈리성터에서도 상기의 조각이 발견되고 있다. 구 구메촌(현재의 나하시 구메)에서 번성했다. 전전까지는 애호자가 많았지만,、전후에는 경기 인구가 한때 약 30명으로 감소했다. 2011년 입문서가 출판되는 등 최근 보급이 이루어지고 있다.

## 규칙
기물은 빨강과 흰색으로 연장자가 빨강을 가진다.

### 반복수
준지에서는 반복수(동일 국면의 반복)를 건 쪽부터 바꿔야 하고, 3회 동일 국면이 나타난 경우는 건 쪽의 패배가 된다. 준지에서는 반복수는 "시케사(シーケーサー))〈シー(한다)+ ケーサー(되돌리다)〉라고 부른다.
샹치에서 반복수는 장타(长打)라고 불리는데, 매우 복잡한 룰이 있어, 준지와의 차이점이 되고 있다.

## 용어
| 용어(한국어(한자))   | 준지(류큐어)       | 샹치(한어병음) |
| -------------------- | ------------------ | -------------- |
| 수/장(帥/將)         | 오(ヲー, 王)       | shuài/jiāng    |
| 사(仕/士)            | 시(シー)           | shì            |
| 상(相/象)            | 산(サン)           | xiàng          |
| 차(俥/車)            | 키(キー)           | jū             |
| 마(傌/馬)            | 우마(ウマ)         | mǎ             |
| 포(炮/砲)            | 화(ファー)         | pào            |
| 병/졸(兵/卒)         | 치쿠(チク)         | zú             |
| 기물                 | 타마(タマ)         | 駒(Jū)         |
| 구궁(九宮) 또는 궁성 | 구스쿠(グスク, 城) |                |
| 강(河)               | 카라(カーラ)       |                |

## 같이 보기
- 샹치
- 장기
- 쇼기